# Svante Stenman
Svante Hans Evald Stenman, född 11 mars 1942 i Jakobstad, död 27 maj 2002 i Helsingfors, var en finländsk läkare. Han var bror till Ulf-Håkan Stenman.
Stenman, som blev medicine och kirurgie doktor 1972, var specialist i patologi och inre medicin och blev 1978 docent i patologi och 1989 i inre medicin vid Helsingfors universitet. Under åren 1969–1982 tjänstgjorde han vid avdelningen för patologi vid nämnda universitet, där han under en lång följd av år var biträdande lärare. Under åren 1982–1995 var han först assistentläkare, därefter biträdande lärare och slutligen biträdande överläkare vid fjärde medicinska kliniken vid Helsingfors universitet och Helsingfors universitetscentralsjukhus. 
Stenman publicerade ett stort antal vetenskapliga arbeten från cellbiologins, patologins och inre medicinens områden. Han är också känd för sitt engagemang i den svenska läkarutbildningens organisation och utformning i Finland. Sedan 2002 delar Finska Läkaresällskapet ut Svante Stenman-priset för insatser den svenska medicinska undervisningen eller den medicinska publicistiken till fromma.